# كلنبروك (باركشير)
كلنبروك (بالإنجليزية: Colnbrook)‏ هي قرية وأبرشية مدنية تقع في المملكة المتحدة في إنجلترا. يقدر عدد سكانها بـ 6,157 نسمة .